# 海迪·莫尔
海迪·莫尔（德語：Heidi Mohr，1967年5月29日—2019年2月7日），德国女子足球运动员。她曾代表德国参加1991年和1995年国际足联女子世界杯，其中1995年世界杯获得亚军。她也曾参加1996年夏季奥运会。